# Енодија
У древној грчкој религији и митологији, Енодија (грчки: Ἐννοδία, она на улицама или На путу) је била тесалска старогрчка богиња, коју су у одређеним областима или неки антички писци поистовећивали са Артемидом, Хекатом или Персефоном. Била је упарена са Зевсом у истом култу и понекад је са њим делила светилишта. Енодија је првенствено обожавана у античкој Тесалији и била је опште познато божанство у хеленистичкој Македонији. За Тесалију је важио стереотип да је пуна вештица које би чак могле да спусте и Месец.
Енодија је богиња путева, заштите (апотропеја), духова, прочишћења, града и гробља. Била је укључена у локални додекотеон. Богиње овог додекотеона биле су Хестија, Деметра, Енодија, Афродита, Атена и Темида.
Име Енодија сугерише да је пазила на улазе и да је стајала на главном путу у град, пазећи на оне који су улазили, и на путу испред приватних кућа, штитећи становнике који су у њему становали. Од божанстава са овом апотропејском функцијом се очекивало да одврате опасности и зло као што су провалници, злонамерни духови, па чак и куге попут мишева. Други значајни богови са овом функцијом су Хеката, Хермес и Аполон.
Главно култно место Енодије, посебно пре 5. века, био је град Фераји. Фераји је био важан град античке Тесалије, због локације насеља.
Постоје само два осведочена свештеника Енодије. Тимарета из Коринта, која је умрла у Пели, у Македонији, крајем 5. века пре нове ере и Хризамија.

## Иконографија
Енодија је понекад била приказана на новчићима у Тесалији . Приказана је као млада жена, која обично јаше коња и носи бакље. На стели из 1. и 2. века је приказана како носи хитон подерес (облик тунике) опасан испод прса. На овој стели је такође приказана на коњу и у пратњи пса.

## Митологија
Један мит о Енодији је повезује са градом Ферајем. Као беба, богиња Енодија је донета у град у време Фереса; што је било када је град био у повоју. Пронашли су је Фересови пастири. На неки начин је одрасла уз град. Ниједан други град у Тесалији није тврдио да има тако блиску везу са једним божанством као што је био случај града Фераја, што на неки начин чини Енодију заштитником града или посебним божанством.